# Adolph Deutsch
Pour les articles homonymes, voir Deutsch.
Adolph Deutsch, né le 20 octobre 1897 à Londres et mort le 1er janvier 1980 à Palm Desert (Californie), est un compositeur britannique.

## Biographie
Adolph Deutsch commence sa carrière à Broadway dans les années 1920 et 1930 avant de travailler pour Hollywood à la fin des années 1930. Pour Broadway, il orchestre As Thousands Cheer d'Irving Berlin et Pardon My English de George et Ira Gershwin.
Compositeur, chef d'orchestre et arrangeur, Adolph Deutsch remporte des Oscars en tant que directeur d'orchestre pour Annie, la reine du cirque (1950) et Les Sept Femmes de Barbe-Rousse (1954) et pour la musique additionnelle d'Oklahoma! (1955).
Ce natif de Londres est aussi nommé pour sa direction d'orchestre pour la version filmée de 1951 de Show Boat et pour Tous en scène (1953). À Broadway et Hollywood, il dirige, compose et arrange, mais n'écrit pas de chansons.
En plus de sa musique pour des westerns et sa direction d'orchestre pour des films musicaux, Deutsch compose pour des films « noirs », dont Le Faucon maltais  (1941), Le Masque de Dimitrios (1944) et Meurtre au port (1946), et les comédies de Billy Wilder Certains l'aiment chaud (1959) et La Garçonnière (1960).

## Filmographie

### Comme compositeur
- 1937 : La ville gronde (They won't forget) de 	Mervyn LeRoy
- 1937 : Monsieur Dodd prend l'air (Mr. Dodd Takes the Air) d'Alfred E. Green
- 1937 : Le Grand Garrick (The Great Garrick) de James Whale
- 1938 : Swing Your Lady de Ray Enright
- 1938 : Un meurtre sans importance de Lloyd Bacon
- 1938 : Menaces sur la ville (Racket Busters) de Lloyd Bacon
- 1938 : Heart of the North
- 1938 : La Vallée des géants (Valley of the Giants) de William Keighley
- 1938 : Joyeux Compères
- 1939 : Off the Record
- 1939 : Terreur à l'ouest (The Oklahoma Kid)
- 1939 : Les Conquérants (Dodge City)
- 1939 : The Man Who Dared de Crane Wilbur
- 1939 : The Kid from Kokomo (it)
- 1939 : Le Vainqueur (Indianapolis Speedway)
- 1939 : The Angels Wash Their Faces
- 1939 : Agent double (Espionage Agent)
- 1940 : The Fighting 69th
- 1940 : Castle on the Hudson
- 1940 : Three Cheers for the Irish
- 1940 : Saturday's Children
- 1940 : Torrid Zone
- 1940 : Une femme dangereuse (They Drive by Night) de Raoul Walsh
- 1940 : Flowing Gold (en)
- 1940 : Tugboat Annie Sails Again
- 1940 : Tête chaude (East of the River) de Alfred E. Green
- 1941 : La Grande Évasion (High Sierra)
- 1941 : The Great Mr. Nobody (en)
- 1941 : A Shot in the Dark
- 1941 : La Femme de Singapour (Singapore Woman)
- 1941 : Underground
- 1941 : Kisses for Breakfast
- 1941 : L'Entraîneuse fatale (Manpower)
- 1941 : Le Faucon maltais (The Maltese Falcon)
- 1942 : Échec à la Gestapo (All Through the Night)
- 1942 : Lady Gangster
- 1942 : Larceny, Inc.
- 1942 : Juke Girl
- 1942 : Confession d'un forçat (The Big Shot)
- 1942 : Griffes jaunes (Across the Pacific)
- 1942 : You Can't Escape Forever
- 1942 : La Maison de mes rêves (George Washington Slept Here) de William Keighley
- 1942 : Jordan le révolté (Lucky Jordan) de Frank Tuttle
- 1943 : Truck Busters
- 1943 : Convoi vers la Russie (Action in the North Atlantic)
- 1943 : Du sang sur la neige (Northern Pursuit)
- 1944 : Uncertain Glory
- 1944 : Le Masque de Dimitrios (The Mask of Dimitrios)
- 1944 : The Doughgirls
- 1945 : Escape in the Desert
- 1945 : Christmas in Connecticut
- 1945 : Danger Signal
- 1946 : Meurtre au port (Nobody Lives Forever)
- 1946 : Three Strangers
- 1946 : Her Kind of Man
- 1946 : Shadow of a Woman
- 1947 : Femme de feu (Ramrod)
- 1947 : Blaze of Noon
- 1948 : La Belle imprudente (Julia Misbehaves)
- 1948 : Smith le taciturne (Whispering Smith)
- 1949 : Les Quatre Filles du docteur March (Little Women)
- 1949 : The Stratton Story
- 1949 : L'Intrus (Intruder in the Dust)
- 1950 : The Yellow Cab Man
- 1950 : Stars in my Crown
- 1950 : Le Chevalier de Bacchus (The Big Hangover)
- 1950 : Le Père de la mariée (Father of the Bride)
- 1950 : Mrs. O'Malley and Mr. Malone
- 1950 : Chanson païenne (Pagan Love Song)
- 1951 : Trois Troupiers (Soldiers Three) de Tay Garnett
- 1951 : It's a Big Country
- 1952 : La Première Sirène (Million Dollar Mermaid)
- 1953 : Torch Song
- 1954 : La Roulotte du plaisir (The Long, Long Trailer)
- 1955 : Mélodie interrompue (Interrupted Melody)
- 1955 : Oklahoma!
- 1956 : Thé et sympathie (Tea and Sympathy)
- 1956 : Le Supplice des aveux (The Rack) d'Arnold Laven
- 1957 : Drôle de frimousse (Funny Face)
- 1958 : La Meneuse de jeu (The Matchmaker)
- 1959 : Certains l'aiment chaud (Some Like It Hot) de Billy Wilder
- 1960 : La Garçonnière (The Apartment) de Billy Wilder
- 1961 : Volupté (Menaces sur la ville) de Ranald MacDougall

## Distinctions

### Récompenses
- 1951 : Academy Awards, USA, Annie Get Your Gun, (chef d'orchestre)
- 1955 : Academy Awards, USA, Oklahoma!
- 1956 : Academy Awards, USA, Les Sept Femmes de Barbe-Rousse, (chef d'orchestre)

### Nominations
- 1951 : Academy Awards, USA, (Show Boat)
- 1953 : Academy Awards, USA, (The Band Wagon), Tous en scène
- 1961 : Grammy Awards, USA, (The Apartment), La Garçonnière